# 上之平 (糸満市)
上之平（うえのひら）は、沖縄県糸満市字糸満の行政区の一つ。6区と呼ぶこともある。字糸満のもっとも北に位置しており、沖縄県道256号豊見城糸満線（糸満道路開通前の旧国道331号）より東側が占めている。内陸ほど小高い丘となっている。海人（ウミンチュ・漁師の意）の神社として知られる白銀堂があるところで知られる。旧国道である県道沿いに商店などがあるほかはおおむね住宅地である。字糸満の中でも番地が若い地域で（隣の西区も同様）、字糸満内の行政区ではもっとも人口が少ない。

## 主要施設
- 白銀堂

かつては沖縄銀行白銀堂支店が近隣にあったが、廃止された。

## 交通

### 道路
沖縄県道256号豊見城糸満線（旧国道331号）が西区との境界線である区の西側通っている。

### 路線バス
当区内には糸満西区・白銀堂前の2ヶ所あり、いずれのバス停も以下の路線バスが停車する。
- 81番・西崎向陽高校線（琉球バス交通）
- 89番・糸満（高良）線（琉球バス交通・沖縄バス）
- 107番＆108番・南部循環線（琉球バス交通）
- 189番・糸満空港線（琉球バス交通）

## 隣接する地域
- 新島（字糸満内の行政区）
- 西（字糸満内の行政区）
- 町端（字糸満内の行政区）
- 新島（字糸満内の行政区）
- 西川町
- 兼城